# Giải vô địch bóng đá Nam Mỹ 1917
Giải vô địch bóng đá Nam Mỹ 1917 là giải vô địch bóng đá Nam Mỹ lần thứ hai, diễn ra ở Montevideo, Uruguay từ 30 tháng 9 đến 14 tháng 10 năm 1917. Giải đấu có 4 đội tuyển tham gia, đấu vòng tròn tính điểm để chọn ra nhà vô địch. Đương kim vô địch Uruguay bảo vệ được chức vô địch sau khi vượt qua Argentina ở lượt trận đấu cuối.

## Địa điểm
Tất cả các trận đấu diễn ra ở sân vận động Parque Pereira, một sân vận động có sức chứa 40,000 chỗ ngồi ở Montevideo.